# Wake on LAN
Wake on LAN, (WoL) – metoda włączania komputerów poprzez sieć lokalną (LAN).

## Wstęp
Od czasu powstania płyt głównych typu ATX, komputer nigdy nie jest całkowicie wyłączony. Po jego wyłączeniu pracuje zasilacz dostarczając jedno z napięć (5V), co umożliwia czuwanie niektórym elementom komputera.
Włączenie komputera polega na wysłaniu sygnału do zasilacza, informującego go że ma zacząć dostarczać napięcie do pozostałych elementów komputera. Takim sygnałem może być wciśnięcie przycisku "Power" na obudowie komputera, przerwanie wygenerowane modemem, zegar (jeśli ustawiliśmy taką opcję w BIOS), czy też odbiór specjalnego pakietu (Magic Packet) przez kartę sieciową.

## Wymagania
Płyta główna i karta sieciowa muszą wspierać "Wake on LAN". Jeśli karta sieciowa nie jest wbudowana w płytę główną, może być konieczne użycie dodatkowego kabla łączącego kartę z płytą.
Opcja WoL musi być włączona w BIOS komputera.
Jeśli chcemy użyć WoL w bardziej złożonej sieci niż sama sieć lokalna, router musi być odpowiednio skonfigurowany, tak by przepuścił Magic Packet. Zazwyczaj tak nie jest, bo jest on typu broadcast.

## Działanie
Każda karta sieciowa odbiera cały ruch, który do niej trafia. Jeśli nie jest ustawiona w specjalny tryb promiscuous, natychmiast odrzuca wszystkie pakiety, które nie są adresowane do niej. Jeśli natrafi na Magic Packet dla niej, wysyła sygnał do płyty głównej o potrzebie włączenia komputera. Ta funkcjonalność jest utrzymana podczas szczątkowego zasilania, gdy komputer jest wyłączony. Laptopy wymagają zazwyczaj, by były podłączone do zasilania zewnętrznego; podczas zasilania z  baterii funkcja WoL nie działa.
Z dowolnego innego komputera w tej samej sieci lokalnej musimy wysłać pakiet zwany Magic Packet. Wysyłając go, podajemy MAC adresata, czyli komputera, który ma się włączyć. Włączenie powinno nastąpić niemal natychmiast.
Jeśli pakiet ma przejść przez przynajmniej jeden router, musimy podać adres IP komputera tak, by routery "wiedziały", do której sieci lokalnej wysłać pakiet.
Program wymaga zawsze podawania adresu IP, ale nie musi być on prawdziwy, gdyż WoL działa faktycznie w warstwie 2 modelu OSI, a komputery przed włączeniem nie posiadają adresu IP.
Przykład: podajemy w parametrach odpowiednio: adres MAC, Adres IP, maskę podsieci i port.
```
wolcmd 012345678901 192.168.0.5 255.255.255.0 7
```

Port możemy podać dowolny, ponieważ jest to już warstwa 4 modelu OSI, ale jego modyfikacja może być przydatna, gdy będziemy konfigurowali router. Adres MAC możemy podać również w formie 01:23:45:67:89:01 lub 01-23-45-67-89-01, co ułatwia pisanie skryptów.